# Aggelma violacea
Aggelma violacea är en stekelart som först beskrevs av Zetterstedt 1838.  Aggelma violacea ingår i släktet Aggelma och familjen puppglanssteklar. Arten är reproducerande i Sverige. Inga underarter finns listade i Catalogue of Life.